# The White Lotus
The White Lotus es una serie de televisión antológica de comedia dramática y satírica estadounidense creada, escrita y dirigida por Mike White. Sigue a los huéspedes y empleados de la cadena turística ficticia White Lotus, cuyas interacciones se ven afectadas por sus diversas disfunciones psicosociales. El comunicado de prensa señala que «cada día que pasa, emerge una complejidad más oscura en estos viajeros perfectos, los alegres empleados del hotel y el idílico lugar en sí». La primera, segunda y tercera temporada están ambientadas en Maui, Sicilia y Tailandia, respectivamente.
Concebida inicialmente como miniserie, se estrenó en HBO el 11 de julio de 2021. Tras la aclamación de la crítica y los números de audiencia, el programa se renovó como una serie de antología; una segunda temporada se estrenó el 30 de octubre de 2022. En noviembre de 2022, la serie se renovó para una tercera temporada. La tercera temporada está ambientada en Tailandia y se estrenó el 16 de febrero de 2025. En enero de 2025, se renovó para una cuarta temporada.
La serie recibió una respuesta crítica positiva. Fue incluido en la lista del American Film Institute de los diez mejores programas de 2021 y 2022, y recibió varios elogios, incluidos 15 premios Primetime Emmy y 2 Globos de Oro.

## Sinopsis
The White Lotus «sigue las vacaciones de varios huéspedes del hotel durante una semana mientras se relajan y rejuvenecen en el paraíso. Pero con cada día que pasa, surge una complejidad más oscura en estos viajeros perfectos, los alegres empleados del hotel y el lugar idílico en sí».

## Elenco

### Primera temporada

#### Principales
- Murray Bartlett como Armond,[9] gerente del complejo White Lotus y adicto en recuperación que ha estado sobrio durante 5 años.
- Jennifer Coolidge como Tanya McQuoid,[9] una mujer con problemas cuya madre murió recientemente.
- Natasha Rothwell como Belinda Lindsey,[9] gerente del spa del resort.
- Connie Britton como Nicole Mossbacher,[9] directora financiera de un motor de búsqueda y esposa de Mark.
- Sydney Sweeney como Olivia Mossbacher,[9] hija de Nicole y Mark que es estudiante universitaria.
- Steve Zahn como Mark Mossbacher,[9] esposo de Nicole que está lidiando con una crisis de salud.
- Fred Hechinger como Quinn Mossbacher,[9] el hijo socialmente torpe de Nicole y Mark.
- Brittany O'Grady como Paula,[9] la amiga de Olivia de la universidad que viaja con los Mossbacher.
- Alexandra Daddario como Rachel Patton,[9] periodista y recién casada con Shane.
- Jake Lacy como Shane Patton,[9] agente inmobiliario y esposo de Rachel.
- Molly Shannon como Kitty Patton,[10] madre de Shane.

#### Secundarios
- Jolene Purdy como Lani,[9] aprendiza en White Lotus.
- Kekoa Scott Kekumano como Kai,[10] miembro del personal de White Lotus que establece una conexión con Paula.
- Lukas Gage como Dillon,[10] miembro del personal de White Lotus.
- Jon Gries como Greg,[9] huésped de White Lotus que conecta con Tanya.

### Segunda temporada

#### Principales
- F. Murray Abraham como Bert Di Grasso,[11] padre de Dominic y abuelo de Albie, viajan a Sicilia en busca de sus antepasados.
- Jennifer Coolidge como Tanya McQuoid, huésped de lujo de la cadena.
- Adam DiMarco como Albie Di Grasso,[11] hijo adolescente de Dominic.
- Meghann Fahy como Daphne Sullivan,[12] esposa de Cameron.
- Beatrice Grannò como Mia,[13] chica siciliana amiga de Lucia.
- Jon Gries como Greg Hunt,[14] marido de Tanya, al que conoció en Hawái.
- Tom Hollander como Quentin, británico que viaja con sus amigos y su sobrino, Jack.
- Sabrina Impacciatore como Valentina,[13] gerente del complejo White Lotus en Sicilia.
- Michael Imperioli como Dominic Di Grasso,[15] productor de Hollywood que viaja con su padre e hijo.
- Theo James como Cameron Sullivan,[12] marido de Daphne, amigo de Ethan, ambas parejas viajan juntos.
- Aubrey Plaza como Harper Spiller,[16] esposa de Ethan.
- Haley Lu Richardson como Portia, asistente de Tanya, que se hospeda en secreto en el hotel.
- Will Sharpe como Ethan Spiller,[12] amigo de Cameron de la universidad, marido de Harper, ambas parejas viajan juntos.
- Simona Tabasco como Lucia Greco,[13] chica siciliana que es amiga de Mia y trabajadora sexual.
- Leo Woodall como Jack, sobrino de Quentin.[11]

#### Secundarios
- Federico Ferrante como Rocco, trabajador del White Lotus.
- Eleonora Romandini como Isabella, recepcionista del White Lotus.
- Federico Scribani como Giuseppe, cantante y pianista que trabaja en el White Lotus.
- Laura Dern (voz) como Abby, esposa de Dominic.[17]

### Tercera temporada

#### Principales
- Leslie Bibb como Kate Bohr,[18] una ama de casa y parte del trío de amigas reunidas para vacacionar.
- Carrie Coon como Laurie Duffy,[18]  una abogada empresarial y parte del trío de amigas reunidas para vacacionar.
- Walton Goggins como Rick Hatchett,[18] un hombre misterioso con un chip en su hombro, viajando con su novia Chelsea.
- Sarah Catherine Hook como Piper Ratliff,[18] una estudiante universitaria de religión e hija mediana de Timothy y Victoria.
- Jason Isaacs como Timothy Ratliff,[18] un exitoso empresario vacacionando con su esposa e hijos.
- Lalisa Manobal como Mook,[18] una mentora de la salud en el White Lotus.
- Michelle Monaghan como Jaclyn Lemon,[18] una exitosa actriz de televisión y parte del trío de amigas reunidas para vacacionar.
- Sam Nivola como Lochlan Ratliff,[18] el tímido hijo menor de Timothy y Victoria.
- Lek Patravadi como Sritala Hollinger, exestrella tailandesa, una de las dueñas de la cadena White Lotus y pionera en el programa de salud.
- Parker Posey como Victoria Ratliff,[18] esposa de Timothy y madre de Saxon, Piper y Lochlan.
- Natasha Rothwell como Belinda Lindsey,[18] directora de spa del resort White Lotus en Hawái. Rothwell repite su papel de la primera temporada.
- Patrick Schwarzenegger como Saxton Ratliff,[18] el hijo mayor de Timothy y Victoria, que trabaja en la empresa de su padre.
- Tayme Thapthimthong como Gaitok,[18] un guardia de seguridad en White Lotus.
- Aimee Lou Wood como Chelsea,[18] la novia de Rick, mucho menor que él.
- Jon Gries como Greg Hunt / «Gary», un hombre involucrado con Chloe y su pasado con Tanya McQuoid. Gries repite su papel de las dos primeras temporadas.

#### Secundarios
- Charlotte Le Bon como Chloe, una exmodelo canadiense y nueva novia de Greg.
- Nicholas Duvernay como Zion Lindsey, el hijo de Belinda.
- Arnas Fedaravičius como Valentin, mentor de salud de Jaclyn, Laurie y Kate.
- Christian Friedel como Fabian, mánager del White Lotus.
- Dom Hetrakul como Pornchai, experto en bienestar del White Lotus asignado para entrenar a Belinda.
- Morgana O'Reilly como Pam, mentora de salud los Ratliff.
- Shalini Peiris como Amrita, profesora de meditación y consejera espiritual del White Lotus.
- Sam Rockwell como Frank, amigo de Rick y antiguo socio.
- Scott Glenn como Jim Hollinger, esposo americano de Sritala que recientemente sufrió un derrame cerebral.

## Episodios
| Temporada | Temporada | Episodios | Episodios | Emisión original      | Emisión original        |
| Temporada | Temporada | Episodios | Episodios | Primera emisión       | Última emisión          |
| --------- | --------- | --------- | --------- | --------------------- | ----------------------- |
|           | 1         | 6         | 6         | 11 de julio de 2021   | 15 de agosto de 2021    |
|           | 2         | 7         | 7         | 30 de octubre de 2022 | 11 de diciembre de 2022 |
|           | 3         | 8         | 8         | 16 de febrero de 2025 | 6 de abril de 2025      |

## Producción

### Desarrollo
El 19 de octubre de 2020, HBO aprobó la producción como miniserie de seis episodios de The White Lotus.Mike White es el creador de la serie que la dirige y escribe el guion. Además, también es productor ejecutivo, junto a David Bernad y Nick Hall. Cristóbal Tapia de Veer es el compositor de la música de la serie y Ben Kutchins el director de fotografía. El 10 de agosto de 2021, HBO aprobó la renovación de la serie para una segunda temporada; y, en noviembre de 2022, para una tercera.

### Casting
Tras la aprobación inicial de serie se anunciaron sus protagonistas: Murray Bartlett, Connie Britton, Jennifer Coolidge, Alexandra Daddario, Fred Hechinger, Jake Lacy, Brittany O'Grady, Natasha Rothwell, Sydney Sweeney y Steve Zahn. El 30 de octubre de 2020 se anunció el resto del elenco, con Molly Shannon, Jon Gries, Jolene Purdy, Kekoa Kekumano y Lukas Gage en papeles secundarios.
Tras la renovación de HBO por una segunda temporada, White aseguró que un nuevo elenco de actores reemplazaría al de la primera aunque con alguna posibilidad de que alguno retomase su papel. El 15 de octubre de 2021, se confirmó que Coolidge estaría en la segunda temporada. En enero de 2022, se confirmó a Michael Imperioli, Aubrey Plaza, F. Murray Abraham, Adam DiMarco, Tom Hollander y Haley Lu Richardson como parte del elenco. En febrero, Theo James, Meghann Fahy y Will Sharpe también fueron confirmados. En marzo, Beatrice Grannò, Sabrina Impacciatore y Simona Tabasco completaron el elenco.
Para la tercera temporada, en abril de 2023, se confirmó que Natasha Rothwell retomaría su papel de Belinda. En enero de 2024, se confirmó el elenco conformado por Leslie Bibb, Jason Isaacs, Michelle Monaghan, Parker Posey, Dom Hetrakul, Tayme Thapthimthong, Carrie Coon, Milos Bikovic, Christian Friedel, Morgana O'Reilly, Lek Patravadi, Shalini Peiris, Walton Goggins, Sarah Catherine Hook, Sam Nivola, Patrick Schwarzenegger y Aimee Lou Wood.  En marzo de 2024, Charlotte Le Bon se unió al elenco reemplazando a Francesca Corney.

### Música
El compositor chileno, Cristóbal Tapia de Veer es el encargado de crear la banda sonora de la primera y tercera temporada. Debido a un problema de agenda, la banda sonora de la segunda temporada fue delegada a su compañero Kim Neundorf. La cantante Stephanie Osorio prestó su voz para los coros. En abril de 2025, Tapia de Veer anunció su abandono de la serie por diferencias con Mike White.

### Rodaje
El rodaje de la miniserie comenzó en octubre de 2020 en Hawái, durante la epidemia de COVID-19. El 21 de noviembre de 2020, se informó de que la miniserie estaba a la mitad de la filmación, en el Four Seasons Resort Maui en Wailea, y que se había programado rodar en diciembre en lugares de Maui.
En enero de 2022 se anunció que se estaba rodando la segunda temporada en el hotel Four Seasons San Domenico de Taormina ( Sicilia, Italia).
En marzo de 2023 se hizo público que la tercera temporada se rodaría en un hotel de la cadena Four Seasons de Tailandia. El rodaje comenzó en febrero de 2024 en localizaciones como Bangkok, Phuket y Ko Samui.
Localización
| Temp. | Año  | Lugar                               | Hotel                         | Ref.          |
| ----- | ---- | ----------------------------------- | ----------------------------- | ------------- |
| 1     | 2021 | Wailea (Maui, Hawái) Estados Unidos | Four Seasons Resort Maui      | [ 44 ]        |
| 2     | 2022 | Taormina (Sicilia, Mesina) Italia   | Four Seasons San Domenico     | [ 45 ]        |
| 3     | 2025 | Ko Samui (Surat Thani) Tailandia    | Four Seasons Resort Koh Samui | [ 46 ] [ 47 ] |

## Lanzamiento
La primera temporada de la serie se estrenó el 11 de julio de 2021 en HBO. La segunda parte el 30 de octubre de 2022. La tercera temporada se estrenó el 16 de febrero de 2025.
Home Media
La primera temporada se lanzó en formato de DVD, el 13 de septiembre de 2022.

## Recepción

### Respuesta crítica
| Temporada | Temporada | Rotten Tomatoes     | Metacritic       |
| --------- | --------- | ------------------- | ---------------- |
|           | 1         | 90 % (96 críticas)  | 82 (39 críticas) |
|           | 2         | 93 % (118 críticas) | 81 (40 críticas) |
|           | 3         | 89 % (151 críticas) | 77 (44 críticas) |

The White Lotus ha recibido críticas positivas de los críticos. En Rotten Tomatoes, la serie tiene una calificación de aprobación del 85 % basada en 54 críticas, con una calificación promedio de 7,99 /10. El consenso de la crítica del sitio web dice: «Aunque sus verdaderas intenciones pueden ser un poco turbias, las vistas hermosas, el drama sinuoso y un elenco perfecto hacen de The White Lotus un destino de visualización atractivo, aunque incómodo». En Metacritic tiene una valoración media de 81 sobre 100 basado en 34 críticas, lo que indica una «aclamación universal». 
Matthew Jacobs de TV Guide le dio una calificación de 4.5 / 5 y escribió que es «una de las mejores series del año hasta ahora». Alan Sepinwall de la Rolling Stone la calificó con 3.5 / 5 estrellas y la llamó «con frecuencia incómoda, a veces poética, a veces hilarante, idiosincrásica y profunda en todas partes».

### Premios y nominaciones
| Año               | Premio                                    | Categoría                                                                | Nominado                                          | Resultado | Ref                  |
| ----------------- | ----------------------------------------- | ------------------------------------------------------------------------ | ------------------------------------------------- | --------- | -------------------- |
| Primera temporada |                                           |                                                                          |                                                   |           |                      |
| 2022              | Premios de la Crítica Televisiva          | Mejor actor de reparto en película/miniserie                             | Murray Bartlett                                   | Ganador   | [ 58 ]               |
| 2022              | Premios de la Crítica Televisiva          | Mejor actriz de reparto en película/miniserie                            | Jennifer Coolidge                                 | Ganadora  | [ 58 ]               |
| 2022              | Premios del Sindicato de Actores          | Mejor actor de televisión - Miniserie o telefilme                        | Murray Bartlett                                   | Nominado  | [ 59 ]               |
| 2022              | Premios del Sindicato de Actores          | Mejor actriz de televisión - Miniserie o telefilme                       | Jennifer Coolidge                                 | Nominada  | [ 59 ]               |
| 2022              | Premios del Sindicato de Directores       | Mejor dirección para un episodio de comedia                              | Mike White (por "Mysterious Monkeys")             | Nominado  | [ 60 ]               |
| 2022              | Premios del Sindicato de Escritores       | Mejor programa nuevo de formato larga duración                           | Mike White                                        | Nominado  | [ 61 ]               |
| 2022              | Premios del Sindicato de Productores      | Mejor producción de una serie limitada para televisión                   | The White Lotus                                   | Nominada  | [ 62 ]               |
| 2022              | Premios GLAAD                             | Mejor miniserie o película para televisión                               | The White Lotus                                   | Nominada  | [ 63 ]               |
| 2022              | Premios Globo de Oro                      | Mejor actriz de reparto de serie, miniserie o telefilme                  | Jennifer Coolidge                                 | Nominada  | [ 64 ]               |
| 2022              | Guild of Music Supervisors                | Mejor supervisión de música en una serie de televisión comedia o musical | Janet Lopez                                       | Nominada  | [ 65 ]               |
| 2022              | Premios Independent Spirit                | Mejor actuación masculina en una nueva serie                             | Murray Bartlett                                   | Nominado  | [ 66 ]               |
| 2022              | Premios Primetime Emmy                    | Mejor miniserie                                                          | Mike White, David Bernad, Nick Hall y Mark Kamine | Ganador   | [ 67 ] [ 68 ] [ 69 ] |
| 2022              | Premios Primetime Emmy                    | Mejor actor de reparto - Miniserie o telefilme                           | Murray Bartlett                                   | Ganador   | [ 67 ] [ 68 ] [ 69 ] |
| 2022              | Premios Primetime Emmy                    | Mejor actor de reparto - Miniserie o telefilme                           | Jake Lacy                                         | Nominado  | [ 67 ] [ 68 ] [ 69 ] |
| 2022              | Premios Primetime Emmy                    | Mejor actor de reparto - Miniserie o telefilme                           | Steve Zahn                                        | Nominado  | [ 67 ] [ 68 ] [ 69 ] |
| 2022              | Premios Primetime Emmy                    | Mejor actriz de reparto - Miniserie o telefilme                          | Connie Britton                                    | Nominada  | [ 67 ] [ 68 ] [ 69 ] |
| 2022              | Premios Primetime Emmy                    | Mejor actriz de reparto - Miniserie o telefilme                          | Alexandra Daddario                                | Nominada  | [ 67 ] [ 68 ] [ 69 ] |
| 2022              | Premios Primetime Emmy                    | Mejor actriz de reparto - Miniserie o telefilme                          | Natasha Rothwell                                  | Nominada  | [ 67 ] [ 68 ] [ 69 ] |
| 2022              | Premios Primetime Emmy                    | Mejor actriz de reparto - Miniserie o telefilme                          | Jennifer Coolidge                                 | Ganadora  | [ 67 ] [ 68 ] [ 69 ] |
| 2022              | Premios Primetime Emmy                    | Mejor actriz de reparto - Miniserie o telefilme                          | Sydney Sweeney                                    | Nominada  | [ 67 ] [ 68 ] [ 69 ] |
| 2022              | Premios Primetime Emmy                    | Mejor dirección - Miniserie, telefilme o especial dramático              | Mike White                                        | Ganador   | [ 67 ] [ 68 ] [ 69 ] |
| 2022              | Premios Primetime Emmy                    | Mejor guion - Miniserie, telefilme o especial dramático                  | Mike White                                        | Ganador   | [ 67 ] [ 68 ] [ 69 ] |
| 2022              | Premios TCA                               | Programa del año                                                         | The White Lotus                                   | Nominada  | [ 70 ]               |
| 2022              | Premios TCA                               | Mejor nuevo programa                                                     | The White Lotus                                   | Nominada  | [ 70 ]               |
| Segunda temporada |                                           |                                                                          |                                                   |           |                      |
| 2023              | Premios de la Crítica Televisiva          | Mejor actriz de reparto en serie de drama                                | Jennifer Coolidge                                 | Ganadora  | [ 71 ]               |
| 2023              | Premios Globo de Oro                      | Mejor Miniserie o Película para Televisión                               | The White Lotus                                   | Ganador   | [ 72 ] [ 73 ]        |
| 2023              | Premios Globo de Oro                      | Mejor actriz de reparto de serie, miniserie o telefilme                  | F. Murray Abraham                                 | Nominado  | [ 72 ] [ 73 ]        |
| 2023              | Premios Globo de Oro                      | Mejor actriz de reparto de serie, miniserie o telefilme                  | Jennifer Coolidge                                 | Ganadora  | [ 72 ] [ 73 ]        |
| 2023              | Premios Globo de Oro                      | Mejor actriz de reparto de serie, miniserie o telefilme                  | Aubrey Plaza                                      | Nominada  | [ 72 ] [ 73 ]        |
| 2023              | Premios del Sindicato de Actores          | Mejor actriz de televisión - Drama                                       | Jennifer Coolidge                                 | Ganadora  | [ 74 ]               |
| 2023              | Premios del Sindicato de Actores          | Mejor reparto de televisión - Drama                                      | Varios                                            | Ganador   | [ 74 ]               |
| 2023              | Premios del Sindicato de Productores      | Mejor producción de un episodio dramático para televisión                | The White Lotus                                   | Ganadora  | [ 75 ]               |
| 2023              | Premios del Gremio de Diseño de Vestuario | Logro al mejor vestuario contemporáneo de una serie de televisión        | Alex Bovaird (por "In the Sandbox")               | Nominado  | [ 76 ]               |
| 2023              | Directors Guild of America Awards         | Mejor dirección en una serie de comedia                                  | Mike White (por "Arrivederci")                    | Nominado  | [ 77 ]               |
| 2023              | Premios GLAAD                             | Mejor serie limitada o antológica                                        | The White Lotus                                   | Ganador   | [ 78 ]               |
| 2023              | Premios Primetime Emmy                    | Mejor serie dramática                                                    | Mike White, David Bernad, Nick Hall y Mark Kamine | Nominado  | [ 79 ]               |
| 2023              | Premios Primetime Emmy                    | Mejor actor de reparto - Serie dramática                                 | F. Murray Abraham (por "Abductions")              | Nominado  | [ 79 ]               |
| 2023              | Premios Primetime Emmy                    | Mejor actor de reparto - Serie dramática                                 | Michael Imperioli (por "That's Amore")            | Nominado  | [ 79 ]               |
| 2023              | Premios Primetime Emmy                    | Mejor actor de reparto - Serie dramática                                 | Theo James (por "That's Amore")                   | Nominado  | [ 79 ]               |
| 2023              | Premios Primetime Emmy                    | Mejor actor de reparto - Serie dramática                                 | Will Sharpe (por "Arrivederci")                   | Nominado  | [ 79 ]               |
| 2023              | Premios Primetime Emmy                    | Mejor actriz de reparto - Serie dramática                                | Jennifer Coolidge (por "Arrivederci")             | Ganadora  | [ 79 ]               |
| 2023              | Premios Primetime Emmy                    | Mejor actriz de reparto - Serie dramática                                | Meghann Fahy (por "Arrivederci")                  | Nominada  | [ 79 ]               |
| 2023              | Premios Primetime Emmy                    | Mejor actriz de reparto - Serie dramática                                | Sabrina Impacciatore (por "Abductions")           | Nominada  | [ 79 ]               |
| 2023              | Premios Primetime Emmy                    | Mejor actriz de reparto - Serie dramática                                | Aubrey Plaza (por "That's Amore")                 | Nominada  | [ 79 ]               |
| 2023              | Premios Primetime Emmy                    | Mejor actriz de reparto - Serie dramática                                | Simona Tabasco (por "That's Amore")               | Nominada  | [ 79 ]               |
| 2023              | Premios Primetime Emmy                    | Mejor dirección - Serie dramática                                        | Mike White                                        | Nominado  | [ 79 ]               |
| 2023              | Premios Primetime Emmy                    | Mejor guion - Serie dramática                                            | Mike White                                        | Nominado  | [ 79 ]               |